# هوتي آند ذا بلو فيش
هوتي آند ذا بلو فيش فرقة روك أمريكية كان تأسيسها من كولومبيا تحديدًامن شمالها عام 1986 ميلادي.
تشكلت الفرقة من البداية من أربع أشخاص اريوس روكر، مارك بريان، دين فيلبر وجيم سونفيلد، توقفت الفرقة بشكل مؤقت عام 2008 ميلادي حتى تم الإعلان عن لم شمل الفرقة عام 2019 ميلادي، وقد كان إصدارأول ألبوم أستديو جديد منذ 14 عام (دائرة غير كاملة " Imperfect Circle")
مع إعادة انطلاقة الفرقة عام 2019 قامت الفرقة على نشر 16 أغنية فردية و6 البومات استديو.
وكان البومهم الأول التاسع عشر على الولايات المتحدة في المبيعات وقد حصل على شهادة بلاتينية 21 مرة، وقد حصلت الفرقة على ثلاث أغنيات فردية في كندا وكان ذلك لشهرتها فيها.